# Vejgaard Boldspilklub
Vejgaard Boldspilklub (forkortet Vejgaard BK, Vejgaard B eller VB) er en aalborgensisk fodboldklub, som ligger i bydelen Vejgaard i Aalborg.
Klubben blev grundlagt i 1925.
Klubben afholder en årlig turnering ved navn VB Cup, der afholdes weekenden før efterårsferie starter er for U/13 og nedefter.
Vejgaard spiller sine hjemmekampe i hvide trøjer med blå shorts og strømper.
Selvom klubben er en amatørklub fra Nordjylland med fokus på bredden, så har Vejgaard Boldspilklub sin helt egen fanklub fra København, Vejgaard Support København.

## Historie
Vejgaard Boldspilklub blev grundlagt i 1925.
Klubben lever højt på lokal støtte og frivillig hjælp, hvorfor der er en rar og god følelse af fællesskab og sammenhold i klubben.
Større danske fodboldspillere har spillet nogle af sine ungdomsår i Vejgaard. Her kan nævnes Lasse Nielsen og Jakob Blåbjerg og Ove Flindt Bjerg.

### For første gang i divisionerne og Superliga klubber på besøg (2016-nu)
For første gang i klubbens lange historie kunne de fejre en oprykning til divisionsrækkerne i 2016, da de på vaskende ægte Vejgaard manér scorede i overtiden til en 1-0 sejr hjemme mod Kastrup Boldklub i oprykningsspillet. Det var målmageren Martin "Alanya" Sloth-Kristensen, der dukkede op ved bagstolpen, og kunne løbe ud til de inkarnerede lokale fans der havde dukket op på en smuk sommerdag .
Siden da har de vekslet mellem 2.Division og Danmarksserien, hvilket er stort for en amatørklub. Specielt når de er oppe mod større klubber i Danmark med større budgetter.
Klubbens rekord i DBU-pokalturneringen er at komme til 3.runde. Flere af Danmarks største klubber har været på besøg de seneste år, heriblandt Vejle Boldklub, SønderjyskE Fodbold, FC Nordsjælland, Hobro IK Fodbold og Aalborg Boldspilklub. Kampen mod Hobro IK blev til en sejr på 2-1 til Vejgaard, hvorfor det kan argumenteres for at være den største sejr i klubbens historie.
Den største kamp i Vejgaards historie blev spillet den 25. September 2019 mod superligaholdet fra AaB i Sydbank Pokalen. Der var op til kampen lagt et stort arbejde fra Vejgaards side, som til kampen havde sørget for professionelt billetopsætning samt en mobil tribune til udebanefansene fra AaB. Kampen endte med 0-6 til AaB.

## Stadion
Siden 1980 har Vejgaard spillet sine hjemmebanekampe på Soffy Road placeret i Vejgaard i Aalborg.
Stadionet er opkaldt efter Sofievej, som er navnet på vejen som stadionet ligger på.
I 2017 fik klubben lavet en såkaldt "Trapbune" klar til opvisningsbanen således der var bedre muligheder for tilskuere til hjemmekampe.
Vejgaard opgraderede sit samarbejde med sin hovedsponsor Spar Nord Bank, og det indebar et nyt stadionnavn således det fra 2021 hedder Spar Nord Arena - Soffy Road.
Tilskuererekorden lyder på 2.565 tilskuere. Den rekord blev sat til hjemmekampen mod de lokale overmagter fra AaB i 3.runde af DBU-pokalturneringen 2019/20.

## Resultater
| År      | Forår/Efterår | Række                          | Placering | Op/Nedrykning               |
| ------- | ------------- | ------------------------------ | --------- | --------------------------- |
| 2010    | Forår         | Serie 1                        | 6.plads   | -                           |
| 2010    | Efterår       | Serie 1                        | 6.plads   | -                           |
| 2011    | Forår         | Serie 1                        | 2.plads   | -                           |
| 2011    | Efterår       | Serie 1                        | 1.plads   | {\displaystyle \Uparrow }   |
| 2012    | Forår         | Jyllandsserien 2               | 1.plads   | {\displaystyle \Uparrow }   |
| 2012    | Efterår       | Jyllandsserien                 | 1.plads   | -                           |
| 2013    | Forår         | Jyllandsserien 1               | 2.plads   | {\displaystyle \Uparrow }   |
| 2013/14 | -             | Danmarksserien                 | 14.plads  | {\displaystyle \Downarrow } |
| 2014    | Efterår       | Jyllandsserien                 | 2.plads   | -                           |
| 2015    | Forår         | Jyllandsserien 1               | 1.plads   | {\displaystyle \Uparrow }   |
| 2015/16 | -             | Danmarksserien                 | 2.plads   | {\displaystyle \Uparrow }   |
| 2016    | Efterår       | 2. Division                    | 8.plads   | -                           |
| 2017    | Forår         | 2. Division Kvalifikationsspil | 11.plads  | {\displaystyle \Downarrow } |
| 2017/18 | -             | Danmarksserien                 | 1.plads   | {\displaystyle \Uparrow }   |
| 2018/19 | -             | 2. Division                    | 7.plads   | -                           |
|         | -             | 2. Division Kvalifikationsspil | 5.plads   | -                           |
| 2019/20 | -             | 2. Division                    | 12.plads  | -                           |
|         | -             | 2. Division Kvalifikationsspil | 11.plads  | {\displaystyle \Downarrow } |
| 2020/21 | -             | Danmarksserien                 | 3.plads   | -                           |
|         | -             | Danmarksserien Oprykningspil   | 4.plads   | -                           |
| 2021/22 | -             | Danmarksserien                 |           |                             |

| År      | Runde | Kamp                                  | Resultat             |
| ------- | ----- | ------------------------------------- | -------------------- |
| 2014/15 | 1     | RKG - Vejgaard B                      | 1-2                  |
|         | 2     | Vejgaard B - Vejle Boldklub           | 1-2                  |
| 2015/16 | 1     | Aars Idræts Klub - Vejgaard B         | Hjemmehold taberdømt |
|         | 2     | Vejgaard B - FC Sydvest 05            | 3-2                  |
|         | 3     | Vejgaard B - SønderjyskE Fodbold      | 1-3                  |
| 2017/18 | 1     | Birkelse Idrætsforening - Vejgaard B  | 1-3                  |
|         | 2     | Vejgaard B - FC Sydvest 05            | 4-3                  |
|         | 3     | Vejgaard B - FC Nordsjælland          | 0-4                  |
| 2018/19 | 1     | Vejgaard B - Aarhus Fremad            | 4-6                  |
| 2019/20 | 1     | Vildbjerg Sportsforening - Vejgaard B | 2-3                  |
|         | 2     | Vejgaard B - Hobro IK Fodbold         | 2-1                  |
|         | 3     | Vejgaard B - Aalborg Boldspilklub     | 0-6                  |
| 2020/21 | 1     | Vejgaard B - Jammerbugt FC            | 0-2                  |